# Franz Vranitzky
 (juillet 2023).
Si vous disposez d'ouvrages ou d'articles de référence ou si vous connaissez des sites web de qualité traitant du thème abordé ici, merci de compléter l'article en donnant les références utiles à sa vérifiabilité et en les liant à la section « Notes et références ».
Franz Vranitzky, né le 4 octobre 1937 à Vienne, est un homme d'État autrichien, membre du Parti social-démocrate d'Autriche (SPÖ) et ancien chancelier fédéral.

## Biographie

### Jeunesse et études
Franz Vranitzky est le fils d'un sidérurgiste. Il grandit avec sa sœur au sein d'un milieu travailleur simple, dans le dix-septième arrondissement de Vienne, Hernals. Il suit de bonnes études pendant lesquelles il fut un temps professeur de soutien en latin et en anglais. En 1960, il obtient son diplôme, un master en administration et en affaires. Il rejoint le Parti social-démocrate en 1962. La même année, il épouse Christine (née Christen) : ils ont deux enfants, Robert et Claudia.

### Parcours professionnel
La carrière professionnelle de Vranitzky commence réellement en 1961, au Siemens-Schuckertwerke et à la Banque nationale d'Autriche. En 1969, il est promu docteur ès sciences commerciales et devient, l'année suivante, sous le gouvernement du chancelier Bruno Kreisky, conseiller du ministre des Finances Hannes Androsch.
À partir de 1976, Vranitzky travaille successivement dans différentes banques : de 1976 à 1981, il est directeur général adjoint de la Credit Anstalt-Bankverein, qu'il dirigera en 1981 alors qu'il occupe également la fonction de directeur général adjoint de l'Österreichischen Länderbank. Il dirigera cette dernière de 1981 à 1984 comme directeur général et membre du conseil d'administration.

### Ministre fédéral des Finances
Lors du remaniement ministériel du 10 septembre 1984, le chancelier fédéral social-démocrate Fred Sinowatz le nomme ministre fédéral des Finances. Ce choix suscitera par la suite plusieurs critiques, notamment du fait que Vranitkzy aurait avantagé ses anciens employeurs.

### Chancelier fédéral

#### Le successeur de Sinowatz
Au cours de la campagne pour l'élection présidentielle de mai-juin 1986, Sinowatz attaque durement le candidat du Parti populaire autrichien (ÖVP) Kurt Waldheim, en raison des allégations sur son passé d'officier de la Wehrmacht pendant la Seconde Guerre mondiale. Waldheim ayant remporté le scrutin, le chancelier démissionne et propose Franz Vranitzky pour le remplacer.
Ce dernier reconduit la coalition rouge-bleue avec le Parti de la liberté d'Autriche (FPÖ) et devient chancelier fédéral le 16 juin 1986, deux semaines après le second tour de la présidentielle.

#### Le retour de la grande coalition
Lorsque l'ultra-nationaliste Jörg Haider prend, le 23 septembre suivant, la présidence du FPÖ, la coalition prend fin et des élections anticipées sont organisées en novembre. Le SPÖ perd dix sièges et presque cinq points, mais reste le premier parti du Conseil national avec 80 députés.
Pour ne pas gouverner en minorité, il reforme la grande coalition avec l'ÖVP, ce qui lui garantit une majorité de 157 sièges sur 183, et constitue le gouvernement Vranitzky II avec le conservateur Alois Mock, ministre fédéral des Affaires étrangères, comme vice-chancelier. Lors du remaniement du 24 avril 1989, ce poste passe à Josef Riegler, ministre fédéral pour le Fédéralisme et les Réformes administratives.
Il est logiquement choisi, en 1988, comme nouveau président fédéral du Parti socialiste d'Autriche (SPÖ), en remplacement de Sinowatz.
À l'occasion des élections du 7 octobre 1990, les sociaux-démocrates réalisent un score similaire au scrutin tenu quatre ans plus tôt, alors que les conservateurs perdent dix points et autant de sièges. Avec 140 sièges, la grande coalition est encore majoritaire et forme le gouvernement Vranitzky III.
Le 2 février 1991, le ministre fédéral de la Science Erhard Busek devient vice-chancelier. Cette même année, le SPÖ prend le nom de « Parti social-démocrate d'Autriche » sans changer d'acronyme.
Les élections législatives du 9 octobre 1994 sont marquées par un fort recul des deux partis au pouvoir, le SPÖ perdant 7,9 points et quinze sièges, l'ÖVP 4,4 points et huit députés. Toutefois, avec 117 députés, la grande coalition est encore nettement au-dessus de la majorité absolue et constitue le gouvernement Vranitzky IV.
Le 1er janvier 1995, Vranitzky mène l'adhésion formelle de l'Autriche dans l'Union européenne (UE), un référendum en juin 1994 ayant vu les deux tiers des votants se prononcer en faveur de cette perspective. Cette possibilité est offerte par l'étroite collaboration entre le chef du gouvernement et son chef de la diplomatie, le conservateur Alois Mock.
À l'occasion du remaniement du 4 mai 1995, Wolfgang Schüssel, nouveau président de l'ÖVP, est nommé vice-chancelier et ministre fédéral des Affaires étrangères. Quelques mois plus tard, les désaccords budgétaires poussent le chancelier à dissoudre le Conseil national.
Au cours des élections du 17 décembre 1995, les sociaux-démocrates se redressent de 3,1 points, tandis que les conservateurs stagnent. Le gouvernement Vranitzky V, formé trois mois plus tard, est encore une fois un exécutif d'alliance entre les deux grands partis.
En 1995, il est lauréat du Prix International Charlemagne.

### Retrait et retour dans les affaires
Il se retire de la vie politique en janvier 1997, abandonnant toutes ses fonctions premières à son ministre fédéral des Finances, Viktor Klima. De retour dans le privé, il est notamment recruté par Magna Steyr, la société de Frank Stronach.

## Divers
- Dans sa jeunesse, il a joué dans l'équipe nationale de basket-ball d'Autriche, échouant aux qualifications pour les Jeux olympiques d'été de 1960 à Rome.

- Après sa démission du poste de chancelier en janvier 1997, il a collaboré avec l'OSCE en Albanie.

- Il a été membre du comité directeur du groupe Bilderberg[1].

## Distinctions
- Grand-croix de l'ordre royal norvégien du Mérite